# Forestbrook
Forestbrook és una concentració de població designada pel cens dels Estats Units a l'estat de Carolina del Sud. Segons el cens del 2000 tenia 3.391 habitants.

## Demografia
Segons el cens del 2000, Forestbrook tenia 3.391 habitants, 1.277 habitatges i 994 famílies. La densitat de població era de 360,7 habitants/km².
Dels 1.277 habitatges en un 39,2% hi vivien nens de menys de 18 anys, en un 63,1% hi vivien parelles casades, en un 11,7% dones solteres, i en un 22,1% no eren unitats familiars. En el 15,5% dels habitatges hi vivien persones soles el 4,1% de les quals corresponia a persones de 65 anys o més que vivien soles. El nombre mitjà de persones vivint en cada habitatge era de 2,65 i el nombre mitjà de persones que vivien en cada família era de 2,96.
Per edats la població es repartia de la següent manera: un 26,8% tenia menys de 18 anys, un 7,5% entre 18 i 24, un 33,4% entre 25 i 44, un 23,3% de 45 a 60 i un 9% 65 anys o més.
L'edat mediana era de 36 anys. Per cada 100 dones de 18 o més anys hi havia 90,6 homes.
La renda mediana per habitatge era de 45.982$ i la renda mediana per família de 48.268$. Els homes tenien una renda mediana de 27.061$ mentre que les dones 23.164$. La renda per capita de la població era de 18.990$. Entorn del 4% de les famílies i el 5% de la població estaven per davall del llindar de pobresa.

## Poblacions més properes
El següent diagrama mostra les poblacions més properes.